# فهرست فیلم‌های بلند پویانمایی تئاتری دیزنی
این فهرستی از فیلم‌های بلند پویانمایی سینمایی دیزنی متشکل از فیلم‌های پویانمایی تولید یا منتشر شده توسط استودیوهای والت دیزنی، بخش فیلم از شرکت والت دیزنی می‌باشد.
استودیو والت دیزنی فیلم‌هایش را از استودیوهای متعلق به دیزنی و غیر متعلق به آن منتشر می‌کند. اکثر فیلم‌های ذکر شده در زیر از استودیو انیمیشن والت دیزنی هستند، که به عنوان بخش انیمیشن از محصولات والت دیزنی آغاز شد، و اولین فیلم بلند پویانمایی را با سفید برفی و هفت کوتوله در سال ۱۹۳۷ آغاز کرد؛ تا تاریخ مارس ۲۰۲۱ این استودیو، ۵۹ فیلم تولید کرده‌است. با داستان اسباب بازی که در ۱۹۹۵ منتشر شد، استودیو والت دیزنی همچنین فیلم‌های پویانمایی با پیکسار تولید کرد که دیزنی در نهایت در ۲۰۰۶ این استودیو را با مبلغ ۷٫۴ میلیارد دلار خرید. در ۲۰ مارس ۲۰۱۹، به عنوان بخشی از اکتساب فاکس قرن ۲۱ توسط دیزنی، والت دیزنی استودیو بلو اسکای استودیو (در ۲۰۲۱ بسته شد) و همچنین انیمیشن فاکس قرن بیستم (در حال حاضر انیمیشن قرن بیستم) خرید.

## فیلم‌ها

### منتشرشده
| استودیو انیمیشن والت دیزنی (۱۹۳۷–اکنون)                      |   |
| پیکسار (۱۹۹۵–اکنون)                                          |   |
| انیمیشن قرن بیستم (۲۰۱۹–۲۰۲۰) انیمیشن قرن بیستم (۲۰۲۰–اکنون) |   |
| دیزنی تون استودیوز (۱۹۹۰–۲۰۱۵)                               |   |
| انیمیشن تلویزیونی دیزنی (۱۹۹۹–۲۰۰۴)                          |   |
| استودیو جیبلی                                                |   |
| استودیوهای دیگر دیزنی                                        |   |
| استودیوهای سوم                                               |   |
|                                                              |   |
| ترکیب لایو اکشن/ پویانمایی                                   | S |
| توسط دیزنی تولید نشده‌است، اما تحت برچسب آن منتشر شده‌است.     | R |

| عنوان                                  | تاریخ اکران اصلی سینمای ایالات متحده | استودیو پویانمایی                                                    | استودیو پویانمایی |
| -------------------------------------- | ------------------------------------ | -------------------------------------------------------------------- | ----------------- |
| جایزه اسکار بررسی کارتون‌های والت دیزنی | ۱۹ مه ۱۹۳۷                           | استودیو انیمیشن والت دیزنی                                           |                   |
| سفیدبرفی و هفت کوتوله                  | ۲۱ دسامبر ۱۹۳۷                       | استودیو انیمیشن والت دیزنی                                           |                   |
| پینوکیو                                | ۷ فوریه ۱۹۴۰                         | استودیو انیمیشن والت دیزنی                                           |                   |
| فانتازیا[S]                            | ۱۳ نوامبر ۱۹۴۰                       | استودیو انیمیشن والت دیزنی                                           |                   |
| اژدهای بی‌میل[S]                        | ۲۰ ژوئن ۱۹۴۱                         | استودیو انیمیشن والت دیزنی                                           |                   |
| دامبو                                  | ۲۳ اکتبر ۱۹۴۱                        | استودیو انیمیشن والت دیزنی                                           |                   |
| بامبی                                  | ۱۳ اوت ۱۹۴۲                          | استودیو انیمیشن والت دیزنی                                           |                   |
| سلام برادران[S]                        | ۲۴ اوت ۱۹۴۲                          | استودیو انیمیشن والت دیزنی                                           |                   |
| پیروزی از طریق نیروی هوایی[S]          | ۱۷ ژوئیه ۱۹۴۳                        | استودیو انیمیشن والت دیزنی                                           |                   |
| سه کابالرو[S]                          | ۲۱ دسامبر ۱۹۴۴                       | استودیو انیمیشن والت دیزنی                                           |                   |
| معدن موسیقی                            | ۲۰ آوریل ۱۹۴۶                        | استودیو انیمیشن والت دیزنی                                           |                   |
| ترانه جنوب[S]                          | ۲۰ نوامبر ۱۹۴۶                       | استودیو انیمیشن والت دیزنی                                           |                   |
| عشق و حال مجانی[S]                     | ۲۷ سپتامبر ۱۹۴۷                      | استودیو انیمیشن والت دیزنی                                           |                   |
| زمان ملودی[S]                          | ۲۷ مه ۱۹۴۸                           | استودیو انیمیشن والت دیزنی                                           |                   |
| عزیز دلم[S]                            | ۲۹ نوامبر ۱۹۴۸                       | استودیو انیمیشن والت دیزنی                                           |                   |
| ماجراهای ایکابد و آقای تاد             | ۵ اکتبر ۱۹۴۹                         | استودیو انیمیشن والت دیزنی                                           |                   |
| سیندرلا                                | ۱۵ فوریه ۱۹۵۰                        | استودیو انیمیشن والت دیزنی                                           |                   |
| آلیس در سرزمین عجایب                   | ۲۸ ژوئیه ۱۹۵۱                        | استودیو انیمیشن والت دیزنی                                           |                   |
| پیتر پن                                | ۵ فوریه ۱۹۵۳                         | استودیو انیمیشن والت دیزنی                                           |                   |
| بانو و ولگرد                           | ۲۲ ژوئن ۱۹۵۵                         | استودیو انیمیشن والت دیزنی                                           |                   |
| زیبای خفته                             | ۲۹ ژانویه ۱۹۵۹                       | استودیو انیمیشن والت دیزنی                                           |                   |
| صد و یک سگ خالدار                      | ۲۵ ژانویه ۱۹۶۱                       | استودیو انیمیشن والت دیزنی                                           |                   |
| شمشیر در سنگ                           | ۲۵ دسامبر ۱۹۶۳                       | استودیو انیمیشن والت دیزنی                                           |                   |
| مری پاپینز[S]                          | ۲۷ اوت ۱۹۶۴                          | استودیو انیمیشن والت دیزنی                                           |                   |
| کتاب جنگل                              | ۱۸ اکتبر ۱۹۶۷                        | استودیو انیمیشن والت دیزنی                                           |                   |
| گربه‌های اشرافی                         | ۲۴ دسامبر ۱۹۷۰                       | استودیو انیمیشن والت دیزنی                                           |                   |
| تختخواب سحرآمیز[S]                     | ۱۳ دسامبر ۱۹۷۱                       | استودیو انیمیشن والت دیزنی                                           |                   |
| رابین هود                              | ۸ نوامبر ۱۹۷۳                        | استودیو انیمیشن والت دیزنی                                           |                   |
| ماجراهای بسیار وینی پو                 | ۱۱ مارس ۱۹۷۷                         | استودیو انیمیشن والت دیزنی                                           |                   |
| نجات‌دهندگان                            | ۲۲ ژوئن ۱۹۷۷                         | استودیو انیمیشن والت دیزنی                                           |                   |
| اژدهای پیت[S]                          | ۳ نوامبر ۱۹۷۷                        | استودیو انیمیشن والت دیزنی                                           |                   |
| روباه و سگ شکاری                       | ۱۰ ژوئیه ۱۹۸۱                        | استودیو انیمیشن والت دیزنی                                           |                   |
| دیگ سیاه                               | ۲۶ ژوئیه ۱۹۸۵                        | استودیو انیمیشن والت دیزنی                                           |                   |
| کارآگاه موش بزرگ                       | ۲ ژوئیه ۱۹۸۶                         | استودیو انیمیشن والت دیزنی                                           |                   |
| چه کسی برای راجر رابیت پاپوش دوخت؟[S]  | ۲۲ ژوئن ۱۹۸۸                         | امبلین اینترتینمنت                                                   |                   |
| الیور و دوستان                         | ۱۸ نوامبر ۱۹۸۸                       | استودیو انیمیشن والت دیزنی                                           |                   |
| پری دریایی کوچولو                      | ۱۷ نوامبر ۱۹۸۹                       | استودیو انیمیشن والت دیزنی                                           |                   |
| فیلم ماجراهای اردک: چراغ جادو          | ۳ اوت ۱۹۹۰                           | دیزنی تون استودیوز                                                   |                   |
| امدادگران: مأموریت زیرزمینی            | ۱۶ نوامبر ۱۹۹۰                       | استودیو انیمیشن والت دیزنی                                           |                   |
| دیو و دلبر                             | ۲۲ نوامبر ۱۹۹۱                       | استودیو انیمیشن والت دیزنی                                           |                   |
| علاءالدین                              | ۲۵ نوامبر ۱۹۹۲                       | استودیو انیمیشن والت دیزنی                                           |                   |
| کابوس قبل از کریسمس                    | ۲۹ اکتبر ۱۹۹۳                        | اسکلینگتون پروداکشنز                                                 |                   |
| شیرشاه                                 | ۲۴ ژوئن ۱۹۹۴                         | استودیو انیمیشن والت دیزنی                                           |                   |
| ماجرای گوفی                            | ۷ آوریل ۱۹۹۵                         | دیزنی تون استودیوز                                                   |                   |
| پوکاهانتس                              | ۲۳ ژوئن ۱۹۹۵                         | استودیو انیمیشن والت دیزنی                                           |                   |
| داستان اسباب‌بازی                       | ۲۲ نوامبر ۱۹۹۵                       | پیکسار                                                               |                   |
| جیمز و هلوی غول‌پیکر[S]                 | ۱۲ آوریل ۱۹۹۶                        | الاید فیلم‌میکرز و اسکلینگتون پروداکشنز                               |                   |
| گوژپشت نتردام                          | ۲۱ ژوئن ۱۹۹۶                         | استودیو انیمیشن والت دیزنی                                           |                   |
| هرکول                                  | ۲۷ ژوئن ۱۹۹۷                         | استودیو انیمیشن والت دیزنی                                           |                   |
| مولان                                  | ۱۹ ژوئن ۱۹۹۸                         | استودیو انیمیشن والت دیزنی                                           |                   |
| زندگی یک حشره                          | ۲۵ نوامبر ۱۹۹۸                       | پیکسار                                                               |                   |
| اولین فیلم داگ                         | ۲۶ مارس ۱۹۹۹                         | انیمیشن تلویزیونی دیزنی و جامبو پیکچرز                               |                   |
| تارزان                                 | ۱۸ ژوئن ۱۹۹۹                         | استودیو انیمیشن والت دیزنی                                           |                   |
| داستان اسباب‌بازی ۲                     | ۲۴ نوامبر ۱۹۹۹                       | پیکسار                                                               |                   |
| فانتازیا ۲۰۰۰[S]                       | ۱ ژانویه ۲۰۰۰                        | استودیو انیمیشن والت دیزنی                                           |                   |
| ماجرای تیگر                            | ۱۱ فوریه ۲۰۰۰                        | دیزنی تون استودیوز                                                   |                   |
| دایناسور                               | ۱۹ مه ۲۰۰۰                           | استودیو انیمیشن والت دیزنی و سیکرت لب                                |                   |
| زندگی جدید امپراتور                    | ۱۵ دسامبر ۲۰۰۰                       | استودیو انیمیشن والت دیزنی                                           |                   |
| تعطیلات: مدرسه تعطیله                  | ۱۶ فوریه ۲۰۰۱                        | انیمیشن تلویزیونی دیزنی و تولیدات پل و جو                            |                   |
| آتلانتیس: امپراتوری گم‌شده              | ۱۵ ژوئن ۲۰۰۱                         | استودیو انیمیشن والت دیزنی                                           |                   |
| شرکت هیولاها                           | ۲ نوامبر ۲۰۰۱                        | پیکسار                                                               |                   |
| بازگشت به نور لند                      | ۱۵ فوریه ۲۰۰۲                        | دیزنی تون استودیوز                                                   |                   |
| لیلو و استیچ                           | ۲۱ ژوئن ۲۰۰۲                         | استودیو انیمیشن والت دیزنی                                           |                   |
| شهر اشباح                              | ۲۰ سپتامبر ۲۰۰۲                      | استودیو جیبلی                                                        |                   |
| سیاره گنج                              | ۲۷ نوامبر ۲۰۰۲                       | استودیو انیمیشن والت دیزنی                                           |                   |
| کتاب جنگل ۲                            | ۱۴ فوریه ۲۰۰۳                        | دیزنی تون استودیوز                                                   |                   |
| فیلم بزرگ پیگلت                        | ۲۱ مارس ۲۰۰۳                         | دیزنی تون استودیوز                                                   |                   |
| در جستجوی نمو                          | ۳۰ مه ۲۰۰۳                           | پیکسار                                                               |                   |
| برادر خرس                              | ۱ نوامبر ۲۰۰۳                        | استودیو انیمیشن والت دیزنی                                           |                   |
| حیوان خانگی معلم                       | ۱۶ ژانویه ۲۰۰۴                       | انیمیشن تلویزیونی دیزنی                                              |                   |
| خانه‌ای در مزرعه                        | ۲ آوریل ۲۰۰۴                         | استودیو انیمیشن والت دیزنی                                           |                   |
| شگفت‌انگیزان                            | ۵ نوامبر ۲۰۰۴                        | پیکسار                                                               |                   |
| ماجرای پو و هفالومپ                    | ۱۱ فوریه ۲۰۰۵                        | دیزنی تون استودیوز                                                   |                   |
| قلعه متحرک هاول                        | ۱۰ ژوئن ۲۰۰۵                         | استودیو جیبلی                                                        |                   |
| کبوتر بی‌باک[R]                         | ۱۹ اوت ۲۰۰۵                          | ونگارد انیمیشن                                                       |                   |
| جوجه کوچولو                            | ۴ نوامبر ۲۰۰۵                        | استودیو انیمیشن والت دیزنی                                           |                   |
| بامبی ۲                                | ۲۶ ژانویه ۲۰۰۶                       | دیزنی تون استودیوز                                                   |                   |
| دنیای وحش[R]                           | ۱۴ آوریل ۲۰۰۶                        | کور فیچر انیمیشن، هویتی‌بوی پیکچرز، سیر زیپ پروداکشنز و بو فلین       |                   |
| ماشین‌ها                                | ۹ ژوئن ۲۰۰۶                          | پیکسار                                                               |                   |
| ملاقات با رابینسون‌ها                   | ۳۰ مارس ۲۰۰۷                         | استودیو انیمیشن والت دیزنی                                           |                   |
| راتاتویی                               | ۲۹ ژوئن ۲۰۰۷                         | پیکسار                                                               |                   |
| افسون‌زده[S]                            | ۲۱ نوامبر ۲۰۰۷                       | جوزفسون انترتینمنت، تولیدات اندلاسیا و بری ساننفلد                   |                   |
| وال-ئی[S]                              | ۲۷ ژوئن ۲۰۰۸                         | پیکسار                                                               |                   |
| تینکربل                                | ۱۸ سپتامبر ۲۰۰۸                      | دیزنی تون استودیوز                                                   |                   |
| رومئو کنار جاده[R]                     | ۲۴ اکتبر ۲۰۰۸                        | یاش راج فیلمز                                                        |                   |
| تیزپا                                  | ۲۱ نوامبر ۲۰۰۸                       | استودیو انیمیشن والت دیزنی                                           |                   |
| بالا                                   | ۲۹ مه ۲۰۰۹                           | پیکسار                                                               |                   |
| پونیو روی صخره کنار دریا               | ۱۴ اوت ۲۰۰۹                          | استودیو جیبلی                                                        |                   |
| تینکربل و گنج گمشده                    | ۳ سپتامبر ۲۰۰۹                       | دیزنی تون استودیوز                                                   |                   |
| سرود کریسمس[R]                         | ۳ نوامبر ۲۰۰۹                        | ایمیج‌موورز دیجیتال                                                   |                   |
| شاهدخت و قورباغه                       | ۱۱ دسامبر ۲۰۰۹                       | استودیو انیمیشن والت دیزنی                                           |                   |
| داستان اسباب‌بازی ۳                     | ۱۸ ژوئن ۲۰۱۰                         | پیکسار                                                               |                   |
| حکایت دریای زمین                       | ۱۳ اوت ۲۰۱۰                          | استودیو جیبلی                                                        |                   |
| تینکر بل و نجات پری بزرگ               | ۱۳ اوت ۲۰۱۰                          | دیزنی تون استودیوز                                                   |                   |
| گیسوکمند                               | ۲۴ نوامبر ۲۰۱۰                       | استودیو انیمیشن والت دیزنی                                           |                   |
| نومئو و ژولیت[R]                       | ۱۱ فوریه ۲۰۱۱                        | استارز انیمیشن و راکت پیکچرز                                         |                   |
| مریخ به مامان‌ها نیاز دارد[R]           | ۱۱ مارس ۲۰۱۱                         | ایمیج‌موورز دیجیتال                                                   |                   |
| ماشین‌ها ۲                              | ۲۴ ژوئن ۲۰۱۱                         | پیکسار                                                               |                   |
| وینی د پو[S]                           | ۱۵ ژوئیه ۲۰۱۱                        | استودیو انیمیشن والت دیزنی                                           |                   |
| آریتی                                  | ۱۷ فوریه ۲۰۱۲                        | استودیو جیبلی                                                        |                   |
| آرجون: شاهزاده جنگجو[R]                | ۲۵ مه ۲۰۱۲                           | یوتی‌وی موشن پیکچرز                                                   |                   |
| دلیر                                   | ۲۲ ژوئن ۲۰۱۲                         | پیکسار                                                               |                   |
| راز بال‌ها                              | ۱۶ اوت ۲۰۱۲                          | دیزنی تون استودیوز                                                   |                   |
| فرنکن‌وینی                              | ۵ اکتبر ۲۰۱۲                         | تولیدات تیم برتون                                                    |                   |
| رالف خرابکار                           | ۲ نوامبر ۲۰۱۲                        | استودیو انیمیشن والت دیزنی                                           |                   |
| دانشگاه هیولاها                        | ۲۱ ژوئن ۲۰۱۳                         | پیکسار                                                               |                   |
| هواپیماها                              | ۹ اوت ۲۰۱۳                           | دیزنی تون استودیوز                                                   |                   |
| یخ‌زده                                  | ۲۷ نوامبر ۲۰۱۳                       | استودیو انیمیشن والت دیزنی                                           |                   |
| دزدان دریایی پری                       | ۱۳ فوریه ۲۰۱۴                        | دیزنی تون استودیوز                                                   |                   |
| باد برمی‌خیزد                           | ۲۱ فوریه ۲۰۱۴                        | استودیو جیبلی                                                        |                   |
| هواپیماها: حریق و نجات                 | ۱۸ ژوئیه ۲۰۱۴                        | دیزنی تون استودیوز                                                   |                   |
| شش قهرمان بزرگ                         | ۷ نوامبر ۲۰۱۴                        | استودیو انیمیشن والت دیزنی                                           |                   |
| جادوی عجیب                             | ۲۳ ژانویه ۲۰۱۵                       | لوکاس‌فیلم انیمیشن                                                    |                   |
| تینکر بل و افسانه نوربیست              | ۳ مارس ۲۰۱۵                          | دیزنی تون استودیوز                                                   |                   |
| درون و بیرون                           | ۱۹ ژوئن ۲۰۱۵                         | پیکسار                                                               |                   |
| دایناسور خوب                           | ۲۵ نوامبر ۲۰۱۵                       | پیکسار                                                               |                   |
| زوتوپیا                                | ۴ مارس ۲۰۱۶                          | استودیو انیمیشن والت دیزنی                                           |                   |
| در جستجوی دوری                         | ۱۷ ژوئن ۲۰۱۶                         | پیکسار                                                               |                   |
| موانا                                  | ۲۳ نوامبر ۲۰۱۶                       | استودیو انیمیشن والت دیزنی                                           |                   |
| ماشین‌ها ۳                              | ۱۶ ژوئن ۲۰۱۷                         | پیکسار                                                               |                   |
| کوکو                                   | ۲۲ نوامبر ۲۰۱۷                       | پیکسار                                                               |                   |
| شگفت‌انگیزان ۲                          | ۱۵ ژوئن ۲۰۱۸                         | پیکسار                                                               |                   |
| کریستوفر رابین[S]                      | ۳ اوت ۲۰۱۸                           | مارک فورستر                                                          |                   |
| رالف اینترنت را خراب می‌کند             | ۲۱ نوامبر ۲۰۱۸                       | استودیو انیمیشن والت دیزنی                                           |                   |
| بازگشت مری پاپینز[S]                   | ۱۹ دسامبر ۲۰۱۸                       | راب مارشال و مارک پلت                                                |                   |
| داستان اسباب‌بازی ۴                     | ۲۱ ژوئن ۲۰۱۹                         | پیکسار                                                               |                   |
| شیرشاه[S]                              | ۱۹ ژوئیه ۲۰۱۹                        | جان فاورو                                                            |                   |
| یخ‌زده ۲                                | ۲۲ نوامبر ۲۰۱۹                       | استودیو انیمیشن والت دیزنی                                           |                   |
| جاسوسان نامحسوس[R]                     | ۲۵ دسامبر ۲۰۱۹                       | انیمیشن قرن بیستم، بلو اسکای استودیو و چرنین اینترتینمنت             |                   |
| آوای وحش[S][R]                         | ۲۱ فوریه ۲۰۲۰                        | آرتس انترتینمنت ۳ و تی‌اس‌جی اینترتینمنت                               |                   |
| به پیش                                 | ۶ مارس ۲۰۲۰                          | پیکسار                                                               |                   |
| روح                                    | ۲۵ دسامبر ۲۰۲۰                       | پیکسار                                                               |                   |
| رایا و آخرین اژدها                     | ۵ مارس ۲۰۲۱                          | استودیو انیمیشن والت دیزنی                                           |                   |
| لوکا                                   | ۱۸ ژوئن ۲۰۲۱                         | پیکسار                                                               |                   |
| رون به اشتباه رفته[R]                  | ۲۲ اکتبر ۲۰۲۱                        | انیمیشن قرن بیستم، لاک‌اسمین انیمیشن، تی‌اس‌جی اینترتینمنت و دابل نگتیو |                   |
| افسون                                  | ۲۴ نوامبر ۲۰۲۱                       | استودیو انیمیشن والت دیزنی                                           |                   |
| قرمز شدن                               | ۱۱ مارس ۲۰۲۲                         | پیکسار                                                               |                   |
| فیلم برگری باب                         | ۲۷ مهٔ ۲۰۲۲                           | انیمیشن قرن بیستم، لورن بوچارد و بنتو باکس انترتینمنت                |                   |
| لایت‌یر                                 | ۱۷ ژوئن ۲۰۲۲                         | پیکسار                                                               |                   |

فیلم‌های توزیع شده توسط میرامکس
در زیر فهرستی از فیلم‌هایی آمده‌است که توسط میرامکس تولید شده‌اند. میرامکس در زمان اکران این فیلم‌ها یکی از زیرمجموعه‌های دیزنی بود.
| فیلم                       | تاریخ انتشار اصلی ایالات متحده | تولید شده توسط                                               | یادداشت               |
| -------------------------- | ------------------------------ | ------------------------------------------------------------ | --------------------- |
| تام و جری: فیلم سینمایی    | ۳۰ ژوئیه ۱۹۹۳                  | ترنر اینترتینمنت گروه موسیقی وارنر وانگ فیلم فیلم رومن       |                       |
| دزد و پینه‌دوز (شوالیه عرب) | ۲۵ اوت ۱۹۹۵                    | ریچارد ویلیامز فرد کالورت پروداکشنز الاید فیلم‌میکرز          |                       |
| شاهزاده مونونوکه           | ۲۹ اکتبر ۱۹۹۹                  | استودیو جیبلی توهو                                           | [ note ۱ ]            |
| پوکمون برای همیشه          | ۱۱ اکتبر ۲۰۰۲                  | پوکمان شوگاکوکان اوال‌ام ۴کیدز انترتینمنت توهو                | [ note ۱ ]            |
| قهرمانان پوکمون            | ۱۶ مه ۲۰۰۳                     | پوکمان شوگاکوکان اوال‌ام ۴کیدز انترتینمنت توهو                | [ note ۱ ] [ note ۲ ] |
| پوکمون: جیراچی آرزو ساز    | ۱ ژوئن ۲۰۰۴                    | پوکمان شوگاکوکان ۴کیدز انترتینمنت اوال‌ام توهو                | [ note ۱ ] [ note ۲ ] |
| پوکمون: دستینی دئوکسیس     | ۲۲ ژانویه ۲۰۰۵                 | پوکمان شوگاکوکان ۴کیدز انترتینمنت اوال‌ام توهو                | [ note ۱ ] [ note ۲ ] |
| رنسانس                     | ۱۵ مارس ۲۰۰۶                   | اونیکس فیلمز میلی‌ایمیجز لوکس‌انیمیشن تایم‌فیرم لیمیتد فرانسه ۲ | [ note ۱ ] [ note ۲ ] |

#### فیلم‌های آینده
| عنوان                                       | اکران برنامه‌ریزی‌شده در سینماهای ایالات متحده | شرکت تولیدی                | شرکت تولیدی |
| ------------------------------------------- | -------------------------------------------- | -------------------------- | ----------- |
| لوکا                                        | ۲۲ مارس ۲۰۲۴                                 | استودیو انیمیشن پیکسار     |             |
| درون و بیرون ۲                              | ۱۴ ژوئن ۲۰۲۴                                 | استودیو انیمیشن پیکسار     |             |
| موانا ۲                                     | ۲۷ نوامبر ۲۰۲۴                               | استودیو انیمیشن والت دیزنی |             |
| الیو                                        | ۱۳ ژوئن ۲۰۲۵                                 | استودیو انیمیشن پیکسار     |             |
| زوتوپیا ۲                                   | ۲۶ نوامبر ۲۰۲۵                               | استودیو انیمیشن والت دیزنی |             |
| فیلم بدون عنوان پیکسار                      | ۶ مارس ۲۰۲۶                                  | استودیو انیمیشن پیکسار     |             |
| فیلم بدون عنوان پیکسار                      | ۱۹ ژوئن ۲۰۲۶                                 | استودیو انیمیشن پیکسار     |             |
| فیلم بدون عنوان استودیوی انیمیشن والت دیزنی | ۲۵ نوامبر ۲۰۲۶                               | استودیو انیمیشن والت دیزنی |             |
| پنجمین فیلم بدون عنوان داستان اسباب‌بازی     | ۲۰۲۶                                         | استودیو انیمیشن پیکسار     |             |
| سومین فیلم بدون عنوان یخ‌زده                 | ۲۰۲۶                                         | استودیو انیمیشن والت دیزنی |             |
| چهارمین فیلم بدون عنوان یخ‌زده               | TBA                                          | استودیو انیمیشن والت دیزنی |             |

## پرفروش‌ترین فیلم‌ها
| رتبه | فیلم               | فروش جهانی     | فروش جهانی، تعدیل‌شده برای تورم (۲۰۲۱) | استودیو                    | سال  | منبع          |
| ---- | ------------------ | -------------- | ------------------------------------- | -------------------------- | ---- | ------------- |
| ۱    | شیرشاه             | $۱٬۶۵۶٬۹۴۳٬۳۹۴ | $۱٬۷۷۷٬۸۳۵٬۷۰۳                        | والت دیزنی پیکچرز          | ۲۰۱۹ | [ ۵۳ ]        |
| ۲    | یخ‌زده ۲            | $۱٬۴۵۰٬۰۲۶٬۹۳۳ | $۱٬۵۵۵٬۸۲۲٬۴۰۳                        | استودیو انیمیشن والت دیزنی | ۲۰۱۹ | [ ۵۴ ] [ ۵۵ ] |
| ۳    | یخ‌زده              | $۱٬۲۹۰٬۰۰۰٬۰۰۰ | $۱٬۵۱۸٬۹۹۲٬۳۴۶                        | استودیو انیمیشن والت دیزنی | ۲۰۱۳ | [ ۵۶ ]        |
| ۴    | شگفت‌انگیزان ۲      | $۱٬۲۴۲٬۸۰۵٬۹۶۸ | $۱٬۳۵۷٬۶۴۴٬۷۶۹                        | پیکسار                     | ۲۰۱۸ | [ ۵۷ ]        |
| ۵    | داستان اسباب‌بازی ۴ | $۱٬۰۷۳٬۳۹۴٬۵۹۳ | $۱٬۱۵۱٬۷۱۰٬۵۷۶                        | پیکسار                     | ۲۰۱۹ | [ ۵۸ ]        |
| ۶    | داستان اسباب‌بازی ۳ | $۱٬۰۶۶٬۹۶۹٬۷۰۳ | $۱٬۳۴۲٬۲۲۶٬۱۲۲                        | پیکسار                     | ۲۰۱۰ | [ ۵۹ ]        |
| ۷    | در جستجوی دوری     | $۱٬۰۲۸٬۵۷۰٬۸۸۹ | $۱٬۱۷۵٬۵۷۹٬۳۸۱                        | پیکسار                     | ۲۰۱۶ | [ ۶۰ ]        |
| ۸    | زوتوپیا            | $۱٬۰۲۳٬۷۸۴٬۱۹۵ | $۱٬۱۷۰٬۱۰۸٬۵۴۹                        | استودیو انیمیشن والت دیزنی | ۲۰۱۶ | [ ۶۱ ]        |
| ۹    | شیرشاه             | $۹۶۸٬۴۸۳٬۷۷۷   | $۱٬۷۹۲٬۶۰۹٬۸۸۴                        | استودیو انیمیشن والت دیزنی | ۱۹۹۴ | [ ۶۲ ]        |
| ۱۰   | در جستجوی نمو      | $۹۴۰٬۳۳۵٬۵۳۶   | $۱٬۴۰۱٬۸۶۶٬۵۲۷                        | پیکسار                     | ۲۰۰۳ | [ ۶۳ ]        |